# Agnibilékrou
Agnibilékrou (autrefois Assikasso) est une ville de la Côte d'Ivoire, en Afrique de l'ouest. Elle est située à 270 km au nord-est d'Abidjan, dans la région de l'Indénié-Djuablin. Agnibilékrou est une ville frontalière avec le Ghana et est peuplée principalement d'Agnis Djuablin et d'Agni Abbès. On y retrouve aussi une forte population abron et ghanéenne.

## Histoire
Agnibilékrou signifie « le village d'Agnini Bilé ». À la faveur de la pénétration française, il a signé un traité de protectorat avec Treich-Laplène en 1887, et un traité d'alliance et de.commerce avec Binger en 1889.

## Administration
En janvier 1959, Agnibilékrou est érigée de poste administratif en subdivision. Une loi de 1978 a institué 27 communes de plein exercice sur le territoire du pays.
| 1980 |                      | PDCI-RDA | Homme politique | élu |  |  |  |  |
| 1985 |                      | PDCI-RDA | Homme politique | élu |  |  |  |  |
| 1990 |                      | PDCI-RDA | Homme politique | élu |  |  |  |  |
| 1995 |                      | PDCI-RDA | Homme politique | élu |  |  |  |  |
| 2001 | Kouacou Djah         | PDCI-RDA | Homme politique | élu |  |  |  |  |
| 2013 | Mandodja Roger M'bia | PDCI-RDA | Homme politique | élu |  |  |  |  |
| 2023 | SIANDOU FOFANA       | RHDP     | Homme politique | élu |  |  |  |  |

Par ailleurs, le roi (fonction locale traditionnelle) des Djuablin est Nanan Kabran Dyé II, intronisé le 10 octobre 2020.

## Société

### Démographie
| 1920                                                             | 1946 | Rec. 1975 | Rec. 198 | 1998 | Est. 2010 |
| ---------------------------------------------------------------- | ---- | --------- | -------- | ---- | --------- |
|                                                                  |      | 13 355    | 24 413   |      | 45 660    |
| Nombre retenu à partir de 1920 : Population sans doubles comptes |      |           |          |      |           |

### Éducation
En Côte d'Ivoire, il existe un concours d'entrée en classe de sixième à l'issue duquel 90 % des élèves sont admis dans le secondaire.

### Langues
Depuis l'indépendance, la langue officielle dans toute la Côte d'Ivoire est le français. La langue véhiculaire, parlée et comprise par la majeure partie de la population, est le dioula mais la langue vernaculaire de la région est l'Agni. Le français effectivement parlé dans la région, comme à Abidjan, est communément appelé le français populaire ivoirien ou français de dago qui se distingue du français standard par la prononciation et qui le rend quasi inintelligible pour un francophone non ivoirien. Une autre forme de français parlé est le nouchi, un argot parlé surtout par les jeunes et qui est aussi la langue dans laquelle sont écrits 2 magazines satiriques, Gbich! et Y a fohi. La région accueillant de nombreux ivoiriens issus de toutes les régions du pays, toutes les langues vernaculaires du pays, environ une soixantaine, y sont pratiquées.

## Économie
L'économie du département est florissante surtout avec le commerce du bois, la culture du café et du cacao, l'élevage de la volaille ainsi que le trafic transfrontalier avec le Ghana.

## Sports
Les compétitions sportives se déroulent exclusivement au chef-lieu du département, les autres localités ne disposant d'aucune infrastructure dédiée : la ville dispose de 2 clubs de football, l'US Fermiers Agnibilékrou et le FC Moussa Leao d’Agnibilékrou, qui évoluent en Championnat de Division Régionale, équivalent d'une « 4e division » . Comme dans la plupart des villes du pays, il est organisé, de façon informelle, des tournois de football à 7 joueurs qui, très populaires en Côte d'Ivoire, sont dénommés Maracanas.

## La région
- À Zaranou se situe le musée Binger.

## Jumelages
La ville est jumelée avec :
- Lafayette (États-Unis) ;
- Le Cannet (France).

## Religions
Agnibilékrou est un exemple de ce que la Côte d'Ivoire a toujours été, une diversité culturelle et religieuse. On y retrouve aussi bien une forte communauté musulmane ainsi que des chrétiens et des adeptes de religions traditionnelles, animistes.

## Villes voisines
- Berekum vers l'est, au Ghana ;
- Daoukro vers l'ouest ;
- Tanda au nord ;
- Abengourou au sud.